# Valonska puščica
Valonska puščica (francosko La Flèche Wallonne) je enodnevna klasična kolesarska dirka v Belgiji, ki poteka aprila po Valoniji. Je prva dveh belgijskih ardenskih klasih in običajno poteka sredi tedna med dirkama Amstel Gold Race in Liège–Bastogne–Liège. S sledjo ju je organizator obeh dirk Amaury Sport Organisation združil v »Ardenski vikend« in le sedem dirkačev je doseglo »Ardenski dvojček« oz. zmago na obeh dirkah v istem letu: Alejandro Valverde trikrat (2006, 2015 in 2017), Ferdi Kubler dvakrat (1951 in 1952), Stan Ockers (1955), Eddy Merckx (1972), Moreno Argentin (1991), Davide Rebellin (2004) in Philippe Gilbert (2011). Valverde je tudi najuspešnejši kolesar v zgodovini dirke s petimi zmagami, Tadej Pogačar je kot prvi slovenski kolesar zmagal leta 2023.

## Zmagovalci
| Leto | Zmagovalec            | Drugouvrščeni            | Tretjeuvrščeni          |
| ---- | --------------------- | ------------------------ | ----------------------- |
| 1936 | Philémon De Meersman  | Alphonse Verniers        | Camiel Michielsens      |
| 1937 | Adolph Braeckeveldt   | Marcel Kint              | Albert Perikel          |
| 1938 | Émile Masson jr.      | Sylvère Maes             | Cyrille Dubois          |
| 1939 | Edmund Delathouwer    | Hubert Sijen             | Albert Perikel          |
| 1940 | druga svetovna vojna  | druga svetovna vojna     | druga svetovna vojna    |
| 1941 | Sylvain Grysolle      | Gustave Van Overloop     | Jacques Geus            |
| 1942 | Karel Thijs           | Frans Bonduel            | Albert Perikel          |
| 1943 | Marcel Kint           | Georges Claes            | Désiré Keteleer         |
| 1944 | Marcel Kint           | Brik Schotte             | Marcel Quertinmont      |
| 1945 | Marcel Kint           | Lucien Vlaemynck         | André Maelbrancke       |
| 1946 | Désiré Keteleer       | René Walschot            | Edward van Dijck        |
| 1947 | Ernest Sterckx        | Maurice Desimpelaere     | Gustave Van Overloop    |
| 1948 | Fermo Camellini       | Brik Schotte             | Camille Beeckman        |
| 1949 | Rik Van Steenbergen   | Edward Peeters           | Fausto Coppi            |
| 1950 | Fausto Coppi          | Raymond Impanis          | Jan Storms              |
| 1951 | Ferdi Kübler          | Gino Bartali             | Jean Robic              |
| 1952 | Ferdi Kübler          | Stan Ockers              | Raymond Impanis         |
| 1953 | Stan Ockers           | Ferdi Kübler             | Loretto Petrucci        |
| 1954 | Germain Derycke       | Ferdi Kübler             | Jan De Valck            |
| 1955 | Stan Ockers           | Alphonse Vandenbrande    | Stanislas Bober         |
| 1956 | Richard Van Genechten | Sante Ranucci            | André Vlayen            |
| 1957 | Raymond Impanis       | René Privat              | Victor Wartel           |
| 1958 | Rik Van Steenbergen   | Joseph Planckaert        | Pierre Everaert         |
| 1959 | Jos Hoevenaers        | Marcel Janssens          | Frans Schoubben         |
| 1960 | Pino Cerami           | Pierre Beuffeuil         | Constant Goossens       |
| 1961 | Willy Vannitsen       | Jean Graczyk             | Frans Aerenhouts        |
| 1962 | Henri De Wolf         | Pino Cerami              | Hans Junkermann         |
| 1963 | Raymond Poulidor      | Jan Janssen              | Peter Post              |
| 1964 | Gilbert Desmet        | Jan Janssen              | Peter Post              |
| 1965 | Roberto Poggiali      | Felice Gimondi           | Tom Simpson             |
| 1966 | Michele Dancelli      | Lucien Aimar             | Rudi Altig              |
| 1967 | Eddy Merckx           | Peter Post               | Willy Bocklant          |
| 1968 | Rik Van Looy          | José Samyn               | Jan Janssen             |
| 1969 | Jos Huysmans          | Eric De Vlaeminck        | Eric Leman              |
| 1970 | Eddy Merckx           | Georges Pintens          | Eric De Vlaeminck       |
| 1971 | Roger De Vlaeminck    | Frans Verbeeck           | Joseph Deschoenmaecker  |
| 1972 | Eddy Merckx           | Raymond Poulidor         | Willy Van Neste         |
| 1973 | André Dierickx        | Eddy Merckx              | Frans Verbeeck          |
| 1974 | Frans Verbeeck        | Roger De Vlaeminck       | brez                    |
| 1975 | André Dierickx        | Frans Verbeeck           | Eddy Merckx             |
| 1976 | Joop Zoetemelk        | Frans Verbeeck           | Freddy Maertens         |
| 1977 | Francesco Moser       | Giuseppe Saronni         | brez                    |
| 1978 | Michel Laurent        | Gianbattista Baronchelli | Dietrich Thurau         |
| 1979 | Bernard Hinault       | Giuseppe Saronni         | Bernt Johansson         |
| 1980 | Giuseppe Saronni      | Sven-Åke Nilsson         | Bernard Hinault         |
| 1981 | Daniel Willems        | Adrie van der Poel       | Guido Van Calster       |
| 1982 | Mario Beccia          | Jostein Wilmann          | Paul Haghedooren        |
| 1983 | Bernard Hinault       | René Bittinger           | Hubert Seiz             |
| 1984 | Kim Andersen          | William Tackaert         | Heddie Nieuwdorp        |
| 1985 | Claude Criquielion    | Moreno Argentin          | Laurent Fignon          |
| 1986 | Laurent Fignon        | Jean-Claude Leclercq     | Claude Criquielion      |
| 1987 | Jean-Claude Leclercq  | Claude Criquielion       | Rolf Gölz               |
| 1988 | Rolf Gölz             | Moreno Argentin          | Steven Rooks            |
| 1989 | Claude Criquielion    | Steven Rooks             | Wim Van Eynde           |
| 1990 | Moreno Argentin       | Jean-Claude Leclercq     | brez                    |
| 1991 | Moreno Argentin       | Claude Criquielion       | Claudio Chiappucci      |
| 1992 | Giorgio Furlan        | Gérard Rué               | Davide Cassani          |
| 1993 | Maurizio Fondriest    | Gérard Rué               | Claudio Chiappucci      |
| 1994 | Moreno Argentin       | Giorgio Furlan           | Jevgenij Berzin         |
| 1995 | Laurent Jalabert      | Maurizio Fondriest       | Jevgenij Berzin         |
| 1996 | Lance Armstrong       | Didier Rous              | Maurizio Fondriest      |
| 1997 | Laurent Jalabert      | Luc Leblanc              | Alex Zülle              |
| 1998 | Bo Hamburger          | Frank Vandenbroucke      | Alberto Elli            |
| 1999 | Michele Bartoli       | Maarten den Bakker       | Mario Aerts             |
| 2000 | Francesco Casagrande  | Rik Verbrugghe           | Laurent Jalabert        |
| 2001 | Rik Verbrugghe        | Ivan Basso               | Jörg Jaksche            |
| 2002 | Mario Aerts           | Unai Etxebarria          | Michele Bartoli         |
| 2003 | Igor Astarloa         | Aitor Osa                | Aleksander Šefer        |
| 2004 | Davide Rebellin       | Danilo Di Luca           | Matthias Kessler        |
| 2005 | Danilo Di Luca        | Kim Kirchen              | Davide Rebellin         |
| 2006 | Alejandro Valverde    | Samuel Sánchez           | Karsten Kroon           |
| 2007 | Davide Rebellin       | Alejandro Valverde       | Danilo Di Luca          |
| 2008 | Kim Kirchen           | Cadel Evans              | Damiano Cunego          |
| 2009 | Davide Rebellin       | Andy Schleck             | Damiano Cunego          |
| 2010 | Cadel Evans           | Joaquim Rodríguez        | Alberto Contador        |
| 2011 | Philippe Gilbert      | Joaquim Rodríguez        | Samuel Sánchez          |
| 2012 | Joaquim Rodríguez     | Michael Albasini         | Philippe Gilbert        |
| 2013 | Daniel Moreno         | Sergio Henao             | Carlos Alberto Betancur |
| 2014 | Alejandro Valverde    | Daniel Martin            | Michał Kwiatkowski      |
| 2015 | Alejandro Valverde    | Julian Alaphilippe       | Michael Albasini        |
| 2016 | Alejandro Valverde    | Julian Alaphilippe       | Daniel Martin           |
| 2017 | Alejandro Valverde    | Daniel Martin            | Dylan Teuns             |
| 2018 | Julian Alaphilippe    | Alejandro Valverde       | Jelle Vanendert         |
| 2019 | Julian Alaphilippe    | Jakob Fuglsang           | Diego Ulissi            |
| 2020 | Marc Hirschi          | Benoît Cosnefroy         | Michael Woods           |
| 2021 | Julian Alaphilippe    | Primož Roglič            | Alejandro Valverde      |
| 2022 | Dylan Teuns           | Alejandro Valverde       | Aleksander Vlasov       |
| 2023 | Tadej Pogačar         | Mattias Skjelmose        | Mikel Landa             |
| 2024 | Stephen Williams      | Kevin Vauquelin          | Maxim Van Gils          |
| 2025 | Tadej Pogačar         | Kévin Vauquelin          | Tom Pidcock             |